# Garry Conille
Garry Conille (n. 26 februarie 1966, Port-au-Prince, Haiti) este un medic, profesor universitar, specialist în dezvoltare, politician și autor din Haiti. A fost prim-ministru interimar al statului Haiti între 3 iunie și 11 noiembrie 2024. Anterior, a ocupat funcția de prim-ministru în perioada 2011–2012, prezentându-și demisia la 24 februarie 2012, fiind succedat oficial de Laurent Lamothe⁠(d) la 16 mai 2012.
La 28 mai 2024, Consiliul de tranziție din Haiti l-a desemnat din nou în funcția de prim-ministru, în contextul în care țara din Caraibe încearcă să restabilească stabilitatea și să preia controlul din mâinile bandelor violente.
La 10 noiembrie 2024, Consiliul de tranziție l-a înlocuit pe Conille cu omul de afaceri și fost candidat politic Alix Didier Fils-Aimé. Cu toate acestea, Conille a rămas în cadrul guvernului haitian, ocupând funcția de ministru al Afacerilor Interne și al Comunităților Teritoriale.

## Biografie
Garry Conille este al doilea dintre cei patru frați ai familiei Conille (Serge, Pierre și Jean Conille). Este fiul lui Marie Antoinette Darbouze și al doctorului Serge Conille, fost ministru al Sporturilor și Tineretului în guvernul Duvalier. Este căsătorit cu Betty Rousseau, fiica vitregă a lui Marc Bazin⁠(d), fost prim-ministru al statului Haiti, și are două fiice gemene, Soraya și Gaelle. Betty și sora ei geamănă, Kathy, sunt fiicele lui Bazin din prima căsătorie a soției sale, Marie Yolène (născută Sam).

## Carieră medicală
După ce a absolvit Collège Canado-Haïtien și Facultatea de Medicină și Farmacie a Universității din Haiti, Garry Conille a obținut un master în administrație politică și sanitară, ca bursier al programului Fulbright Scholar, la University of North Carolina at Chapel Hill. Ulterior, a primit un certificat de specializare în ginecologie și obstetrică la Maternitatea Isaïe Jeanty și un doctorat în medicină la Universitatea din Haiti.
Între iulie 1994 și iunie 1998, în cadrul Asociației Haitiene pentru Dezvoltare Națională, a elaborat și implementat un sistem de îngrijire primară care oferea servicii medicale de bază în zonele sărace din Haiti. În august 1999, în calitate de consultant pentru evaluare, Garry Conille a fost responsabil de analiza impactului Spitalului Albert Schweitzer, o organizație neguvernamentală activă în domeniul dezvoltării comunitare, care oferea îngrijire medicală pentru peste 260.000 de persoane din regiunea Artibonite. Între anii 2000 și 2002, a creat și a găzduit, la postul de radio Radio Vision 2000, prima emisiune interactivă națională axată pe probleme legate de sănătatea reproductivă și sexuală.
Din octombrie 2002 până în mai 2004, a lucrat ca consilier tehnic pentru organizația Population Services International (PSI).

## Carieră în cadrul Organizației Națiunilor Unite
Garry Conille și-a început cariera în cadrul Organizației Națiunilor Unite (ONU) în octombrie 1999, ca ofițer de proiect în cadrul Fondului ONU pentru Populație (UNFPA), iar din aprilie 2001 a devenit ofițer de programe în aceeași agenție, funcție pe care a deținut-o până în octombrie 2002.
În mai 2004, a devenit funcționar internațional în sistemul ONU. Până în ianuarie 2006, a fost consilier tehnic național pentru UNFPA, precum și consilier tehnic subregional în cadrul Diviziei Africa/Etiopia. În această calitate, a fost responsabil de acordarea asistenței tehnice și de consolidarea capacităților în domenii-cheie precum populația și sănătatea reproductivă.
Între ianuarie și decembrie 2006, a lucrat ca și consilier tehnic pentru proiectul ONU privind Obiectivele de Dezvoltare ale Mileniului (ODM), sub coordonarea lui Jeffrey Sachs⁠(d), pe atunci Reprezentant Special al Secretarului General al ONU. În ianuarie 2007, Conille s-a reîntors la UNFPA ca principal consilier tehnic pentru Africa, iar ulterior a coordonat Programul Global pentru Securitatea Aprovizionării cu Produse pentru Sănătatea Reproductivă.
Din septembrie 2008 până la detașarea sa specială în Haiti, Garry Conille a condus unitatea ODM din cadrul Programului Națiunilor Unite pentru Dezvoltare (PNUD). Aici, a elaborat un cadru pentru accelerarea îndeplinirii ODM, utilizat de peste 30 de țări, a organizat împreună cu UNDESA procesul de redactare a raportului Secretarului General privind ODM, prezentat la Summitul G8 din 2010, și a condus elaborarea scenariilor Gleneagles în peste o duzină de țări africane, în colaborare cu Fondul Monetar Internațional.
În urma cutremurului din Haiti din 2010, a fost numit de către administratorul PNUD și Secretarul General al ONU în funcția de director al biroului Trimisului Special al Secretarului General al ONU pentru Haiti. Conille a colaborat cu guvernul haitian, biroul ONU din Haiti și principalii donatori pentru a elabora și implementa un plan strategic de reconstrucție a țării. A fost, de asemenea, implicat în coordonarea răspunsului umanitar și în înființarea Comisiei Interimare pentru Reconstrucția Haitiului, pilonul central al efortului de reconstrucție.
Conille a ocupat și funcția de coordonator rezident al ONU în trei țări: Niger (2011), Burundi (2017–2020), și Jamaica (2020–2022), în această ordine. În Jamaica, a condus Biroul Multinațional, care acoperă și Bahamas, Insulele Bermude, Insulele Turks și Caicos și Insulele Cayman.

## Prim-ministru al Haiti

### Primul mandat
La sfârșitul lunii august 2011, declarații neoficiale ale unor politicieni haitieni sugerau că Garry Conille ar putea fi următoarea nominalizare pentru funcția de prim-ministru. La 5 septembrie, el a fost desemnat oficial în această funcție de către președintele Michel Martelly. Aceasta a fost cea de-a treia nominalizare după demisia lui Jean-Max Bellerive la 15 mai 2011, urmată de respingerea de către Senat a candidaților Daniel Rouzier și Bernard Gousse.
Nominalizarea lui Conille a ridicat semne de întrebare privind respectarea cerinței constituționale de rezidență, care prevedea ca viitorul prim-ministru să fi locuit în mod continuu în Haiti timp de cinci ani anteriori ratificării. Președintele a susținut însă că această prevedere nu se aplica în cazul lui Conille, întrucât acesta lucrase pentru Organizația Națiunilor Unite și plătise taxe în numele statului haitian.
Procesul de analiză și ratificare a nominalizării a început la 8 septembrie 2011, după care Camera Deputaților a aprobat numirea sa, la 16 septembrie, prin vot unanim. La 5 octombrie, Senatul a confirmat numirea lui Garry Conille ca al 16-lea prim-ministru al Haiti, acesta devenind astfel cel mai tânăr prim-ministru conform fostei Constituții din 1987.

### Demisia
Conille și-a prezentat demisia la 24 februarie 2012, în urma pierderii încrederii miniștrilor săi. El intrase în conflict cu o parte a membrilor cabinetului și cu președintele Martelly în privința mai multor subiecte, cel mai recent fiind o anchetă parlamentară referitoare la eventuala dublă cetățenie a unor înalți oficiali guvernamentali — fapt interzis de Constituția Haitiului. Martelly a refuzat să coopereze cu ancheta, susținând că executivul nu era obligat să se conformeze. Unii miniștri au colaborat cu ancheta, alții au refuzat. Când Conille a convocat o ședință a cabinetului pentru a discuta situația, niciun ministru nu s-a prezentat. Incidentul a demonstrat pierderea sprijinului politic din partea echipei guvernamentale și a dus la demisia sa. Conille a rămas în funcție până la numirea succesorului său, conform articolului 165 din Constituție. I-a succedat Laurent Lamothe⁠(d), aprobat de ambele camere ale Parlamentului înainte de a fi numit oficial în mai 2012.

### Al doilea mandat
La 28 mai 2024, Garry Conille a fost ales prim-ministru interimar de către șase dintre cei șapte membri cu drept de vot ai Consiliului Prezidențial de Tranziție, în urma unei proceduri de nominalizare care a fost criticată intern pentru ritmul lent de desfășurare, după demisia lui Ariel Henry la 24 aprilie 2024, survenită pe fondul tulburărilor persistente din Haiti.El a depus jurământul la 3 iunie 2024. La scurt timp, la 8 iunie, Conille a fost internat în spital din motive nedezvăluite, surse guvernamentale declarând presei că starea sa a fost cauzată de o criză de astm. A fost externat după o noapte de tratament. Cabinetul lui Conille a depus jurământul la 12 iunie, el fiind numit și ministru de interne și colectivități teritoriale.
Guvernul condus de Conille l-a numit pe Rameau Normil, fost director general interimar al Poliției Naționale Haitiene în perioada președinției lui Jovenel Moïse, înapoi în funcție pentru a gestiona situația de securitate tot mai gravă, înlocuindu-l pe Frantz Elbé la 21 iunie. Primul contingent al Misiunii Multinaționale de Sprijin pentru Securitate în Haiti a fost desfășurat la 25 iunie, sub mandatul lui Conille. Prima sa deplasare oficială după preluarea mandatului a fost în Statele Unite, unde a solicitat sprijin suplimentar pentru Haiti.
La 29 iulie, în timpul unui interviu acordat CNN la Spitalul General din Port-au-Prince, s-au auzit focuri de armă într-un cartier apropiat. Interviul a continuat conform planului, iar Conille a fost ulterior evacuat în siguranță. În urma masacrului comis în octombrie 2024 de o bandă armată în localitatea Pont-Sondé, Conille a efectuat vizite în Emiratele Arabe Unite și Kenya pentru a solicita asistență în domeniul securității.
La 10 noiembrie 2024, Consiliul de tranziție a publicat un decret în Le Moniteur prin care l-a înlocuit pe Conille cu omul de afaceri și fost candidat politic Alix Didier Fils-Aimé. Conille a calificat demiterea sa drept „ilegală”. Constituția Haitiului prevede că doar parlamentul poate destitui un prim-ministru, iar la data înlăturării sale, parlamentul haitian era inexistent.

## Publicații
- Recommendations to support Haiti’s economic development (2006), împreună cu profesorul Jeffrey Sachs⁠(d) și ambasadorul Gert Rosenthal
- ICT for Education and Development – The Challenges of meeting the Millennium Development Goals in Africa (2006)[37]
- Raportul Comisiei pentru Afaceri Sociale al Uniunii Africane, 2004–2007 (2007)
- Cancerul de col uterin la Maternitatea Isaïe Jeanty (mai 1992)
- Finanțarea durabilă a reformei sistemului de sănătate în țările în curs de dezvoltare (mai 1999)
- Gen, sărăcie și reforma sistemului de sănătate (mai 2001)
- Franshizing social al serviciilor de sănătate reproductivă în țările în curs de dezvoltare